# Grankullaviken
Koordinaten: 57° 21′ 8″ N, 17° 6′ 3″ O
Grankullaviken ist eine 660 Hektar große lagunenartige Meeresbucht an der Nordspitze der schwedischen Insel Öland, die nach dem Dorf Grankulla benannt ist.

Karte

## Geographie
In der Öffnung der Bucht zum Meer liegen drei kleinere Inseln. Auf der westlichsten und größten Insel Stora grundet befindet sich der Leuchtturm Långe Erik. Der Hauptteil der Bucht hält eine Tiefe von lediglich 1–3 Metern. Die Einfahrtsrinne zwischen der Insel Nabbelund und Ölands Nordostspitze sowie ein Bereich in der Mitte der Bucht sind 5–6 Meter tief. Auf der Halbinsel östlich der Bucht liegt der Trollskogen, ein urtümlicher Mischwald, der Teil des Böda Kronoparks ist. Zwischen der Bucht und dem Ort Byxelkrok im Südwesten befindet sich der Flughafen der Insel.

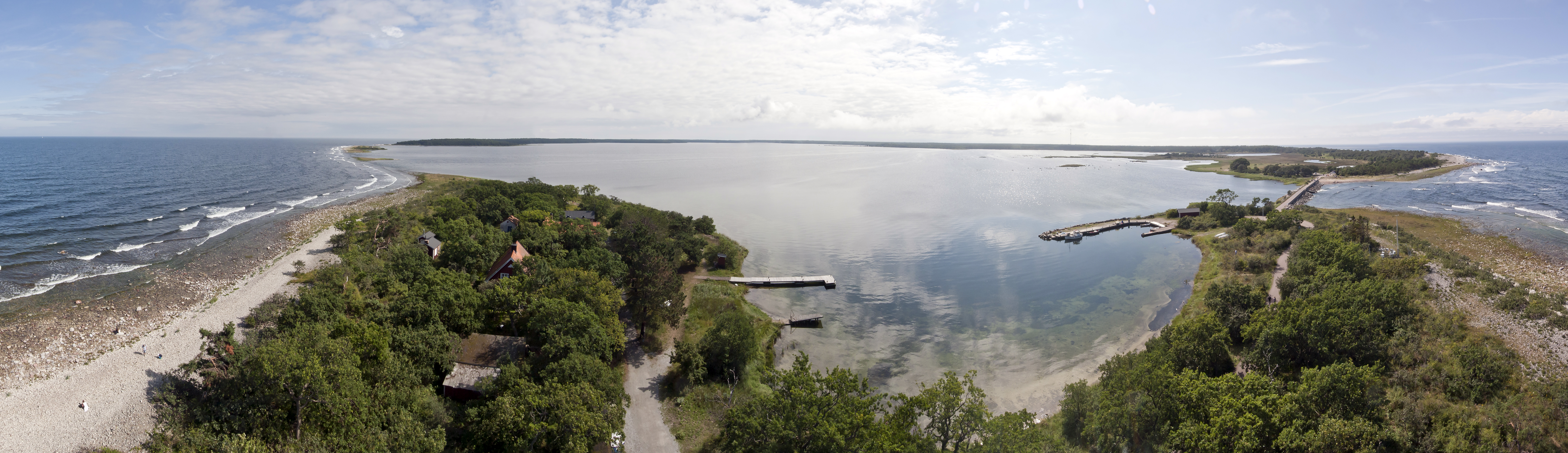
Panorama

## Prähistorische Funde
Um die Bucht befinden sich prähistorische Fundstätten. Auf der Nordost-Spitze befinden sich mehrere vermutlich aus der Bronzezeit stammende Grabhügel. Am Westufer wurde auf einer Landspitze ein aus dem 8. Jahrhundert stammendes Schiffsgrab gefunden. Eine Ausgrabung in den 1930er-Jahren stieß dort auch auf Grabbeigaben. Der über dem Schiff ursprünglich vorhandene Nabberör wurde als Baumaterial für den Hafen von Nabbelund abgetragen.